# Carles Lalueza Fox
Carles Lalueza Fox (Barcelona, 1965) es un biólogo español experto en el estudio del ADN antiguo. Es licenciado y doctor en biología por la Universidad de Barcelona. Ha trabajado en las universidades de Cambridge y de Oxford así como en la compañía privada de genética de CODE Genetics de Islandia. Desde el año 2008 desarrolla su labor en el Instituto de Biología Evolutiva (CSIC-Universidad Pompeu Fabra). Es especialista en técnicas de recuperación de ADN de restos del pasado, en reconstrucción filogenéticas de especies extintas, en la reconstrucción de migraciones pasadas en las poblaciones humanas y en la genética evolutiva de los neandertales. En 2010, se publicó en la revista Science un estudio dirigido por Svante Pääbo en donde se demostraba por primera vez la presencia de ADN neandertal en la especie humana actual, Homo sapiens. Lalueza fue uno de los cincuenta investigadores que colaboraron en este proyecto.

## Obras de divulgación
- 1999: Mensajes del pasado
- 2002: Razas, racismo y diversidad
- 2002: Dioses y monstruos
- 2003: El bestiario extinguido
- 2003: El color bajo la piel
- 2005: Genes de Neandertal
- 2006: Cuando éramos caníbales
- 2013: Palabras en el tiempo
- 2016: Genes, reyes e impostores
- 2017: Des-extinciones. Una inmersión rápida
- 2018: La forja genética de Europa

## Reconocimientos y premios
- Ganador del VII premio europeo de Divulgación Científica, promovido por la Universidad de Valencia, por el libro "Razas, racismo y diversidad". Año 2001.
- Ganador del VII premio de Literatura Científica promovido por la Fundació Catalana per a la Recerca, por el libro "El color bajo la piel". Año 2002.
- Ganador del primer premio internacional de ensayo Esteban de Terreros (Fundación Española para la Ciencia y la Tecnología) por el libro “Genes de Neandertal”. Año 2005.
- Ganador del XVIII premio Prismas Casa de las Ciencias (La Coruña) por el libro "Cuando éramos caníbales". Año 2005.
- Ganador del premio Ciudad de Barcelona de Investigación Científica 2007.
- Seleccionado en 2017 por la revista Quo y el Consejo Superior de Investigaciones Científicas para la «Selección Española de la Ciencia», como uno de «los más brillantes científicos e investigadores españoles».[10]